# Rance 01: Hikari o Motomete
Rance 01: Hikari o Motomete (Tagline: The Animation, ランス01 光をもとめて The Animation Rance 01: The Quest for Hikari The Animation) ist eine pornografische Original Video Animation des Animationsstudios Seven, die auf der Neuauflage des ersten Spiels der Rance-Computerspielserie von AliceSoft basiert. Als Produzent fungierte das japanische Studio Pink Pinapple.
Regie führte Takashi Nishikawa. Die Original Video Animation besteht aus insgesamt vier Episoden, die zwischen dem 26. Dezember 2014 und dem 24. Juni 2016 auf DVD veröffentlicht wurden. Zur dritten Episode wurde auch eine vierminütige Zusatz-Episode produziert. Bereits im Jahr 1993 wurde zu der Spieleserie mit Rance: Sabaku no Guardian (Rance 砂漠のガーディアン) eine zweiteilige OVA produziert und veröffentlicht.

## Handlung
Der Abenteurer und Frauenheld Rance wird von seinem Boss beauftragt, einen Entführungsfall im Königreich Leazas aufzuklären. Er soll Hikari Mi Blanc, die Tochter eines Wohlhabenden finden. So begibt er sich mit seiner Begleiterin Sill auf nach Leazas. Dort angekommen schleust er Sill in die Paris Academy als Schülerin ein während Rance selbstständig Untersuchungen anstellt, wobei er versucht sich an diversen Frauen heranzuschmeißen.
Er bringt in Erfahrung, dass eine lokale Entführergruppe im Umland junge Mädchen entführt. Als er dies einem Barmann offenbart, bittet dieser Rance, seine Tochter Pulptenks zu retten, die kürzlich von eben jener Gruppierung gefangen genommen und verschleppt wurde. Rance nimmt die Bitte an und kann Pulptenks aus den Händen ihrer Geiselnehmer befreien, jedoch hat sich dort kein Hinweis auf den Verbleib von Hikari ergeben. Als er am Abend durch die Stadt schlendert, bemerkt er, dass er von einer Person beobachtet wird. Es stellt sich heraus, dass sein Stalker ein weiblicher Ninja vom Schloss Leazas ist. Sie fordert Rance auf, seine Suche einzustellen.
Als Rance Tags darauf auf das Schloss gehen will, wird er von einer weiblichen Wache aufgehalten, da er kein Pass hat, der ihn zum Durchgang zum Palast berechtigt. Er findet heraus, dass Sill als Schülerin der Akademie einen solchen Pass besitzt. Um sich Zugang zum Schloss zu sichern, nimmt er ihren Pass an sich. Auf dem Gelände des Schlosses befindet sich ein Kolosseum auf dem regelmäßig Kämpfe ausgetragen werden. Da dort auch ein geheimer Ninjameister teilnimmt, versucht auch Rance an den Kämpfen teilzunehmen, da er hinter der Identität des Ninjameisters den weiblichen Ninja vermutet. Die weibliche Wache, die Rance zunächst nicht durch das Tor gehen lassen wollte, bietet Rance an, ihm ihren Pass für die Kämpfe zu überreichen, wenn er ihr dabei hilft die Zombies auf einem nahe gelegenen Friedhof zu besiegen. Rance nimmt an den Kämpfen teil und wird später von einer Maid der Königin Lia Parapara Leazas gebracht, die ihn bittet in einem nahe gelegenen Haus, die Geister auszutreiben.
Um dies bewerkstelligen zu können, benötigt er ein spezielles Schwert, dass in der Lage ist, Geister zu verwunden. Auf dem Weg durch das Schloss begegnet Rance die Kämpferin Yulang Mirage, die zurzeit die Rangliste bei den Kämpfen im Kolosseum anführt und ein solches Schwert besitzt. Rance fordert sie zu einem Kampf aus, was Yulang annimmt. Er kann Yulang besiegen und das Schwert an sich nehmen. Während er seinen Auftrag, den er von der Königin erhalten hat, erledigt findet er heraus, dass in dem Haus die entführten Mädchen zu Tode gefoltert wurden. Ein weiblicher Geist, die angab aufgrund dieser Folter Suizid begangen zu haben, offenbart, dass sich Hikari in diesem Anwesen befindet. Er kann sie retten und zu Menado, der weiblichen Wache bringen. Er macht sich auf den Weg, die Königin und ihre Dienerin, Maris Amaryllis, für ihre Taten zur Rechenschaft zu ziehen, wird aber von ihr zuvor niedergestreckt. Als er erwacht, findet sich Rance an einem Stuhl gefesselt wieder. Lia erklärt, dass die Akademie eine Art Zuchthaus für ihr „Spielzeug“ darstellt und droht ihm, dass seine Begleiterin Sill ihr nächstes Opfer wird. Tatsächlich hat sie ihren Ninja Kanami Kentou auf sie angesetzt. Sie bietet ihm an, ihr Untertan zu werden und ihr bei der Folter zu helfen. Dies lehnt er aber ab. Noch bevor Lia ihm eine Spritze verabreichen kann, kommt Sill ihm zur Hilfe.
Sie begeben sich auf die Jagd nach der Königin und ihrer Dienerin und können diese zur Rechenschaft ziehen. Am Ende befinden sich Rance und Sill wieder in ihrer Heimat. Rance ist für den erfolgreichen Abschluss des Auftrages reichlich belohnt worden. Eines Tages steht Königin Lia vor der Tür seines Hauses und will ihm einen Heiratsantrag machen, da seine Lektion ihr geholfen habe, wieder zu sich selbst zu finden. Rance und Sill fliehen durch einen Hinterausgang. Nach dem Abspann sieht man beide in einer orientalisch wirkenden Stadt.

## Episodenliste
| Nr. (ges.) | Nr. (St.) | Deutscher Titel | Originaltitel                               | Erstausstrahlung Japan | Deutschsprachige Erstausstrahlung (D) |
| ---------- | --------- | --------------- | ------------------------------------------- | ---------------------- | ------------------------------------- |
| 1          | 1         | –               | ランス, 起つ!! (Ransu, Tatsu!!)             | 26. Dez. 2014          | –                                     |
| 2          | 1         | –               | 進行!! リーザス中枢 (Shinkō!! Rīzasu Chūsū) | 26. Juni 2015          | –                                     |
| 3          | 1         | –               | ランス、断つ!! (Ransu, Tatsu!!)             | 29. Jan. 2016          | –                                     |
| 4          | 1         | –               | そして、王道へ… (Soshite, Ōdō e…)           | 24. Juni 2016          | –                                     |

## Synchronisation
| Rolle               | Japanische Stimme (Seiyū) |
| ------------------- | ------------------------- |
| Rance               | Yuka                      |
| Sill Plain          | Yuiko Tatsumi             |
| Pulptenks Flandas   | Kei Mizusawa              |
| Hikari Mi Blanc     | Airi Sakuno               |
| Nami Horikawa       | Neko Kuroi                |
| Maris Amaryllis     | Hiromi Hirata             |
| Menado Shisei       | Maki Kobayashi            |
| Millie Wrinkle      | Yukina Fujimori           |
| Kentou Kanami       | Harumi Sakurai            |
| Necai Sys           | Mei Misonō                |
| Patty the Summer    | Ringo Aoba                |
| Lia Parapara Leazas | Choko Moka                |
| Willis Fujisaki     | Mai Gotō                  |
| Yulang Mirage       | Naruse Ichii              |